# Chaîne Churchill
La chaîne Churchill est une chaîne de montagnes qui culmine à Hunt Mountain, à 3 240 m d'altitude, dans la chaîne Transantarctique.

## Géographie

### Topographie
Cette chaîne se situe dans la chaîne Transantarctique centrale, au même titre que le chaînon de la Reine-Elizabeth et le chaînon de la Reine-Alexandra, entre les glaciers Nimrod et Byrd et entre la plateforme de glace de Ross et le plateau Antarctique. Il inclut le massif Keating.

### Principaux sommets
Les principaux sommets de la chaîne sont les suivants :
- Hunt Mountain, 3 240 m ;
- mont Albert Markham, 3 205 m ;
- mont Field, 3 010 m.

## Histoire
Plusieurs sommets majeurs de la chaîne de montagnes, dont les monts Egerton, Field, Wharton, Albert Markham et Nares, ont été pour la première aperçus et nommés par l'expédition Discovery (1901-1904). La chaîne a été cartographiée en détail par l'United States Geological Survey en 1961-1962, à partir des photographies aériennes de l'U.S. Navy prises en 1960 et au moyen d'un telluromètre. Elle a été nommée par l'Advisory Committee on Antarctic Names en l'honneur de Winston Churchill.